# Résolution 763 du Conseil de sécurité des Nations unies
Membres permanents
- Chine
- États-Unis
- France
- Royaume-Uni
- Russie

Membres non permanents
- Autriche
- Belgique
- Cap-Vert
- Équateur
- Hongrie
- Inde
- Japon
- Maroc
- Venezuela
- Zimbabwe

Résolution no 762 Résolution no 764
La Résolution 763 est une résolution du Conseil de sécurité des Nations unies adoptée le 6 juillet 1992, dans sa 3091e séance, concernant la Géorgie et qui recommande à l'Assemblée générale des Nations unies d'admettre ce pays comme nouveau membre,.

## Vote
La résolution a été approuvée sans vote. L'admission est réalisée le 31 juillet.

## Contexte historique
En avril 1991, la Géorgie proclame son indépendance, la suite logique est une demande d'admission aux Nations unies.
À la suite de cette résolution ce pays est admis à l'ONU le 31 juillet 1992,.

## Texte
- Résolution 763 Sur fr.wikisource.org
- Résolution 763 Sur en.wikisource.org